# 中国电影百年百位优秀演员
中国电影百年百位优秀演员是中国电影表演艺术学会为庆祝中国电影诞生一百周年，表彰对电影事业有较大贡献的工作者而评选出的100名优秀演员。评选结果于2005年11月12日在第十四届金鸡百花电影节中揭晓。

## 评选范围
自1905年中国电影诞生到2005年（截止至2004年12月）出演过中国电影的演员，中国大陆、香港、台湾等两岸三地的演员均在候选中。

## 评选標準
1. 有令人深刻的银幕形象，为观众所喜爱。
2. 在中國電影史有一定地位及对中国电影史有一定影响力。

## 评选结果
以从影先后或姓氏笔划为序

### 1905年-1949年 (44年)
上官云珠、于洋、于蓝、王人美、王丹凤、冯喆、田方、白杨、石挥、刘琼、孙道临、阮玲玉、吴茵、吴楚帆、张平、张瑞芳、李纬、陈强、周璇、金山、金焰、胡蝶、赵丹、项堃、秦怡、袁牧之、陶金、黄宗英、舒適、舒绣文、谢添、蓝马、鲍方、黎莉莉、魏鹤龄（共35人）

### 1949年-1976年 (27年)
于是之、王心刚、王玉梅、王晓棠、王馥荔、卢燕、归亚蕾、田华、仲星火、刘晓庆、成龙、张良、张瑜、张艾嘉、李小龙、李仁堂、李默然、杨在葆、周润发、庞学勤、林青霞、郎雄、柯俊雄、祝希娟、赵子岳、赵丽蓉、唐国强、夏梦、秦汉、郭振清、陶玉玲、崔嵬、谢芳、潘虹（共34人）

### 1976年-2004年 (28年)
王志文、王铁成、宁静、刘佩琦、刘德华、吕丽萍、巩俐、朱旭、宋春丽、张丰毅、张国荣、张曼玉、李连杰、李保田、李立群、李雪健、陈冲、陈佩斯、陈宝国、陈道明、周星驰、郑振瑶、姜文、奚美娟、梁家辉、梁朝伟、梅艳芳、章子怡、斯琴高娃、葛优、蒋雯丽、濮存昕（共31人）